# Capraiuscola
Capraiuscola is een geslacht van rechtvleugeligen uit de familie veldsprinkhanen (Acrididae). De wetenschappelijke naam van dit geslacht is voor het eerst geldig gepubliceerd in 1986 door Galvagni.

## Soorten
Het geslacht Capraiuscola  is monotypisch en omvat slechts de volgende soort:
- Capraiuscola ebneri (Galvagni, 1953)